# Schweiziska stövare
Schweiziska stövare, eller schweizerstövare, är en hundras från Schweiz, vilka används som jakthundar, och som i Sverige räknas som stövare.

## Allmänt
De är drivande hundar för jakt på främst hare, men även på räv. Schweizerstövare, stövare från Schweiz, skall inte förväxlas med schweißhunde (tyska för blodspårhundar), som är viltspårhundar.
Schweiziska stövare har numera fyra varianter vilka främst skiljs åt genom sin pälsfärg:
- Bernerstövare
- Jurastövare
- Luzernerstövare
- Schwyzerstövare

Rasen Schweiziska små stövare har sitt ursprung från dessa Schweiziska stövare, och de torde ha blivit framavlade främst till följd av rådjursstammens expansion, vilket kom att medföra krav på att drivande hundar vid jakt på rådjur skulle driva dessa i ett lågt tempo, och inte förorsaka dessa skador som ej kunde anses som förenliga med jaktetiken.

## Historia
De schweiziska stövarnas historia går långt tillbaka i tiden, man ska funnit en romerska mosaiker i Aventicum, nuvarande Avenches, i kantonen Vaud, som var huvudort i Helvetia. Här återgavs bilder av hundar vars utseende starkt påminner om de schweiziska stövarna. Från 1400-talet vet man att schweiziska stövare var uppskattade i Italien för sina jaktegenskaper. Under 1700-talet blev de även uppskattade i Frankrike för sin utomordentliga lämplighet för jakt på hare. Man korsade även in keltiska koppeljagande hundar, och även franska stövare, som införts till Schweiz av legosoldater. Man kan därför se påfallande likheter mellan grand bleu de gascogne samt petit bleu de gascogne och luzernerstövare.
Under senare delen av 1800-talet ökade intresset för att bevara och vidareutveckla dessa stövare. En betydelsefull händelse var den privata hundutställningen som Th. Pestalozzi genomförde i Zürich 1881. En andra utställning på fästningen i Aarburg ledde till att det relativt låga antalet stövare uppmärksammades och man började därför en inventering av beståndet, vilket genomfördes bland annat av kynologen Siber. Detta resulterade i att det fastställdes standarder 1882 för var och en av då fem varianterna av schweiziska stövare, vilket blev betydelsefullt för arbetet att renodla och bevara dessa raser.

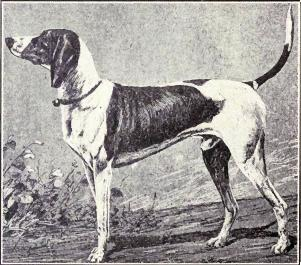
Schweizisk stövare, 1915.

Form I: Den vit-gula stövaren blev betecknad som stövare av form I, eller som schweizerstövare. De kunde ha en mankhöjd från 38 cm upp till 54 cm. Den fanns utbredd över hela Schweiz och även i Frankrike. 
Form II: Den kraftfulla, vanligen rödbruna eller bruna stövaren blev betecknad som stövare av form II, eller som thurgauerstövare. Det var dock ingen som påtog sig ansvaret för denna, varför den kom att försvinna under början på 1900-talet.
Form III: Luzernerstövarna kom att räknas till form III. De kallades även för "porzellanhund", men detta namn frångick man för att undvika förväxlingar med den franska chien porcelaine, porcelaine. Uppfödare intresserade sig för dessa, och framför allt etablerades det ett centrum för uppfödningen av dessa hundar i kantonen Graubünden.
Form IV: Den mest kände uppfödaren av de trefärgade stövarna skall ha varit överste Gribi från i Burgdorf i kantonen Bern. Huruvida detta skall ha givit upphov till benämningen Bernerstövare är emellertid ovisst.
Form V: Aargauer Meutehund eller Jurastövaren kom att räknas som form V. Dess färg var svart-röd, och deras storlek kunde variera mellan 45 och 55 cm. Dessa hundar hade relativt stora huvuden och stod ganska nära den gamla hubertushunden, vilken numera kallas blodhund. Denna tunga form, som också kallas för Argauer-Hurleur, blev med tiden bortträngd av den lättare formen, dagens Jurastövare.
"Form VI": Vid inventeringen som låg till grund för 1882 års rasstandard konstaterades att det även fanns en strävhårig variant av stövare. Denna togs dock inte med i standarden då den inte ansågs ha typiskt schweiziskt ursprung. Bernervarianten av rasen schweiziska små stövare kan dock vara strävhåriga, och dessa torde delvis ha sitt ursprung från den strävhåriga typen av stövare som redovisades i inventeringen.

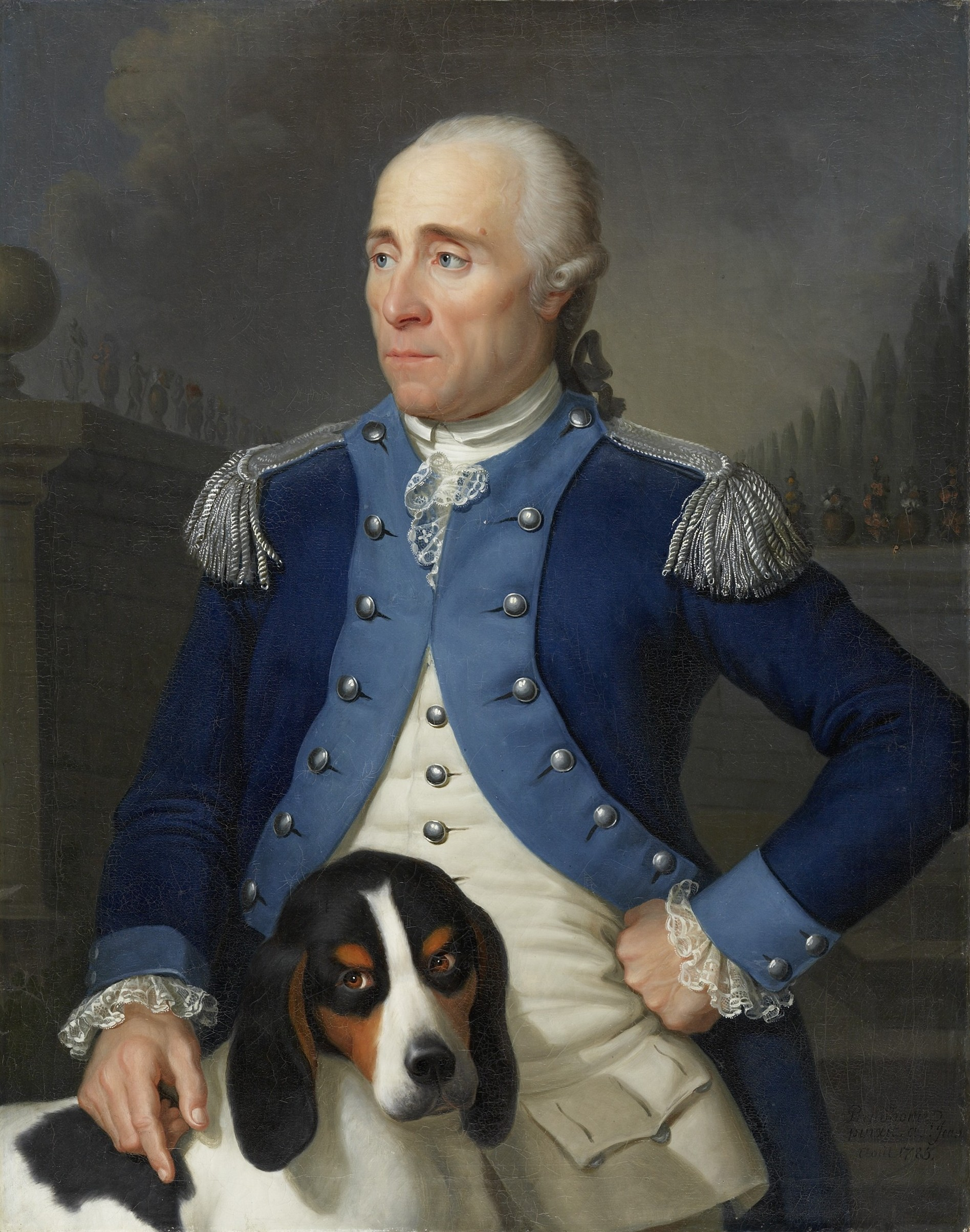
Franz Rudolf Frisching och hans Bernerstövare.
Jean Preudhomme,
Oljemålning 1785.

Dagens varianter av schweiziska stövare återspeglar således delvis de kantonala skillnader mellan olika stövare som framkom i samband med inventeringen 1881.
I början på 1900-talet ökade behovet av mindre långsamdrivande jakthundar, då stammarna av rådjur ökade. Kantonerna Aargau, Graubünden och Thurgau förbjöd därför jakt med hundar med mer än 40 cm mankhöjd för småviltjakt. Detta medförde att man kom att avla fram hundar av den typ som senare kom att bli rasen schweiziska små stövare, som avlades fram med hjälp av tyska dachsbracke. Även denna ras har fyra varianter.
1909 gjordes en första revidering av standarden för Schweiziska stövare, som då kom att omfatta endast fyra varianter, eftersom en av de ursprungliga varianterna, thurgaustövare, inte gick att rädda. Den 22 januari 1933 fastställdes en enhetlig standard för de fyra varianterna av schweiziska stövare: bernerstövare, jurastövare, schweizerstövare och luzernerstövare. Det som skiljer varianterna åt är således främst färg- och teckningsstandarden. 
Det finns även en, i våra dagar, ovanlig undervariant av jurastövare, vilken kallas "jurastövare typ St. Hubert". Dessa ingick i de ursprungliga varianterna av schweiziska stövare, men de förekommer inte längre i den schweiziska stövares rasstandard, de hade en egen exeriörstandard och skiljer sig på ett betydande sätt från de varianter av schweiziska stövare som nu beskrivs i standarden.
I Skandinavien har schweiziska stövare, och då särskilt luzernerstövare, varit vanligast i Norge.

### Schweiziska stövare och andra raser
Under 1800-talet användes schweiziska stövare vid det avelsarbete som gav upphov till de svenska stövarna. På 1870-talet importerade H. Carbonnier en del schweiziska stövare av olika typer, varav några var svarta med rödgula tecken. Dessa kom att utgöra en del av den blivande rasen schillerstövare. I samband med att schillerstövarna under 1990-talet i alltför hög utsträckning kom att drabbas av höftledsdysplasi korsades Luzernerstövare in för att förbättra dessas status. Schweiziska stövare användes i samband med aveln som gav upphov till rasen hamiltonstövare.
Bernerstövare ingick i de hundar som användes då man avlade fram rasen finsk stövare. Carl Peintinger använde sig av jurastövare och istarski gonic då han på 1870-talet avlade fram rasen steirische rauhhaarbracke.

## Varianter
Det finns nu fyra varianter av rasen Schweiziska stövare, Bernerstövare, Jurastövare, Luzernerstövare och Schwyzerstövare. Den tidigare varianten Thurgauerstövare finns inte längre kvar, och det gör inte heller den tidigare undervarianten av Jurastövare, Jurastövare typ St. Hubert, vilken emellertid kan sägas ha blivit en egen ras, Jurastövare typ fransk Saint Hubert, eller Bruno Saint Hubert français. Strävhåriga schweiziska stövare kom aldrig att erkännas som en variant av Schweiziska stövare, eller som en egen ras.

### Bernerstövare

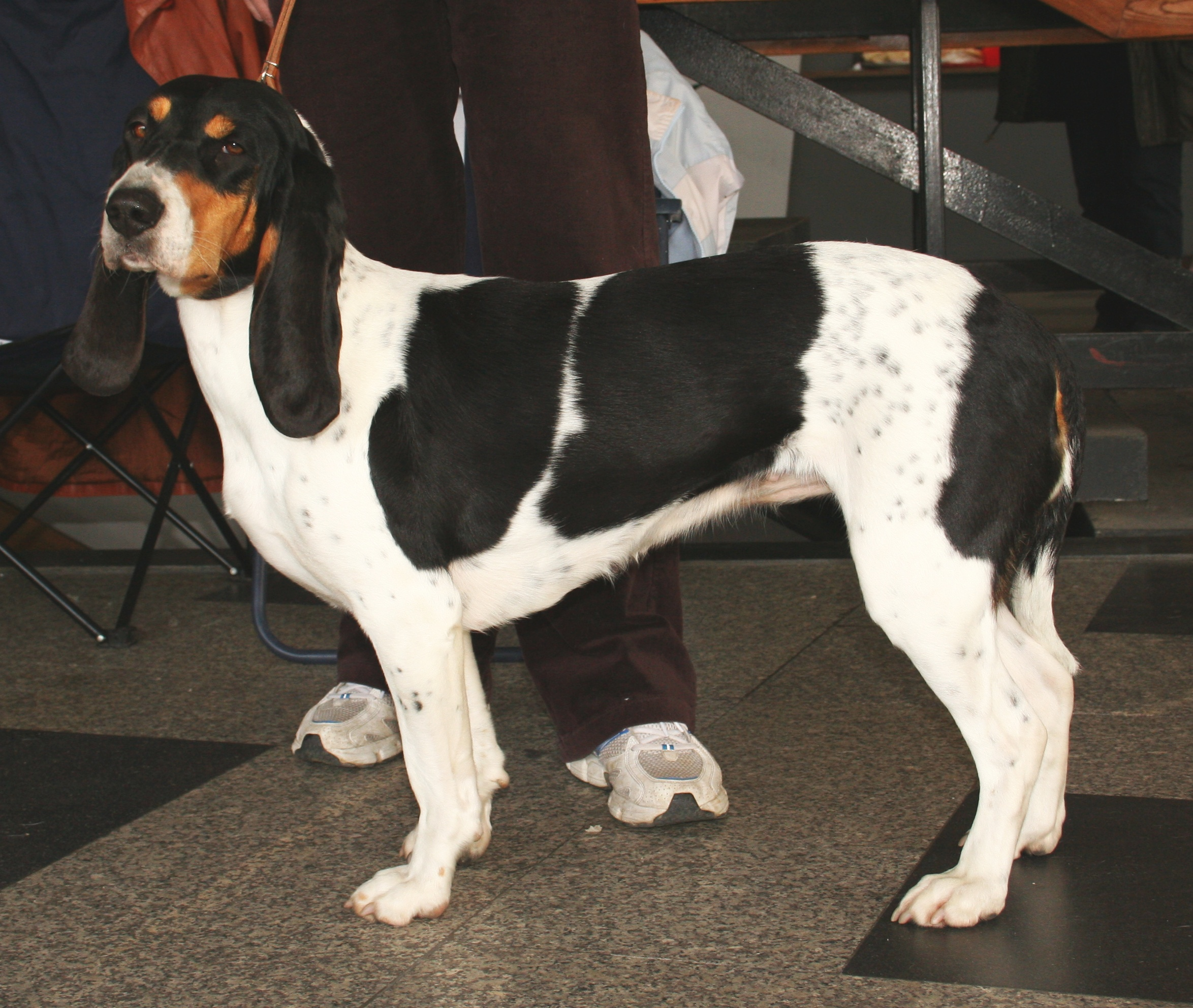
Bernerstövare

Bernerstövare, även Berner Laufhund, är en variant av schweiziska stövare som har sitt ursprung främst från stövare i kantonen Bern i Schweiz. En av de mest kända uppfödarna skall ha varit överste Gribi från Burgdorf i kantonen Bern. 
Enligt rasstandarden skall en bernerstövares päls vara vit med svarta fläckar eller med svart sadel, blekare eller intensivare tanfärg över ögonen, på kinderna, på insidan av öronen och runt anus. Ibland är bottenfärgen svagt spräcklig. 
Bernerstövare skall ha svart hud under den svarta pälsen och lätt marmorerad i svart och vitt under den vita pälsen. Det anses som ett rasmässigt fel om en bernerstövare har för många svarta stänk tanfärg på öronens utsida.
Bernerstövarna utgjorde ursprunget till bernervarianten av rasen schweiziska små stövare, som avlades fram med hjälp av rasen deutsche bracke. Bernerstövare uppvisar likheter med rasen ariégeois.

### Jurastövare

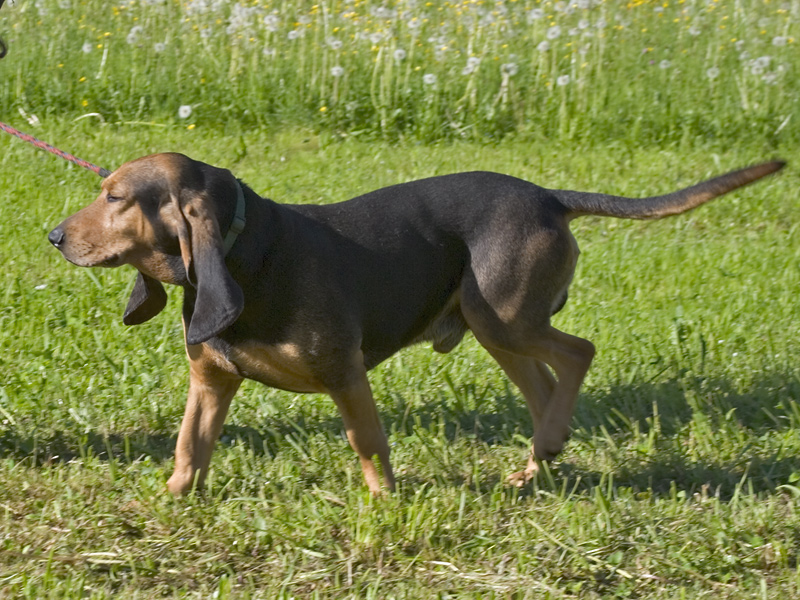
Jurastövare

Jurastövare, även Jura Laufhund och bruno du Jura, är en variant av schweiziska stövare som har sitt ursprung främst från stövare i kantonen Jura i Schweiz.
Enligt rasstandarden skall en jurastövares päls vara tanfärgad med svart mantel eller svart med tanfärg över ögonen, på kinderna, runt anus och på extremiteterna. Ibland förekommer en liten vit bröstfläck, som kan vara spräcklig. Jurastövare skall ha svart hud under den svarta pälsen och ljusare under den tanfärgade. Det anses som ett rasmässigt fel om en jurastövare är enfärgad, utpräglat vit eller har en spräcklig fläck på bröstet.
Jurastövare utgjorde ursprunget till juravarianten av rasen schweiziska små stövare, som avlades fram med hjälp av tyska dachsbracke.

#### Jurastövare typ St. Hubert
Jurastövare typ St. Hubert kan ses som en undervariant av jurastövare. Dessa fanns med i ursprungliga rasstandarden, men de togs inte med i den reviderade rasstandarden från 1933. Denna undervariant har varit sällsynt, och de beskrivs inte heller i den nu gällande rasstandarden av Schweiziska stövare. De skall vara kända sedan medeltiden. Det skall finnas jurastövare typ St. Hubert som används för jakt i delar av Frankrike och Kanada. Dess storlek är mindre än andra jurastövare, men de är tyngre. De har ett brett huvud och tunga rynkor, som skiljer dem från andra schweiziska stövare, och är ett bevis för deras relation till blodhund. En vuxen jurastövare typ St. Hubert kan väga någonstans från 18 till 25 kg och är vanligen 40–50 cm hög. Den förväntade livslängden är 12–13 år. Jurastövare typ St. Hubert driver hare och räv, och de används även vid jakt på vildsvin. De skall vara skickliga eftersökshundar, och skall kunna följa minsta doftspår över den ojämna terrängen i Jurabergen.

##### Jurastövare typ fransk Saint Hubert
I Frankrike har uppfödare arbetat med att återuppbygga stammen av jurastövare typ St. Hubert, och dessa skall kallas för "jurastövare typ fransk Saint Hubert", bruno Saint Hubert français. Detta har resulterat i att dessa har kommit att erkännas som en egen ras av Société centrale canine, och denna ras har följaktligen Frankrike som ursprungsland. Dessa stövare har ansetts som framgångsrika i samband med jakt på vildsvin i  södra och sydöstra Europa.

### Luzernerstövare

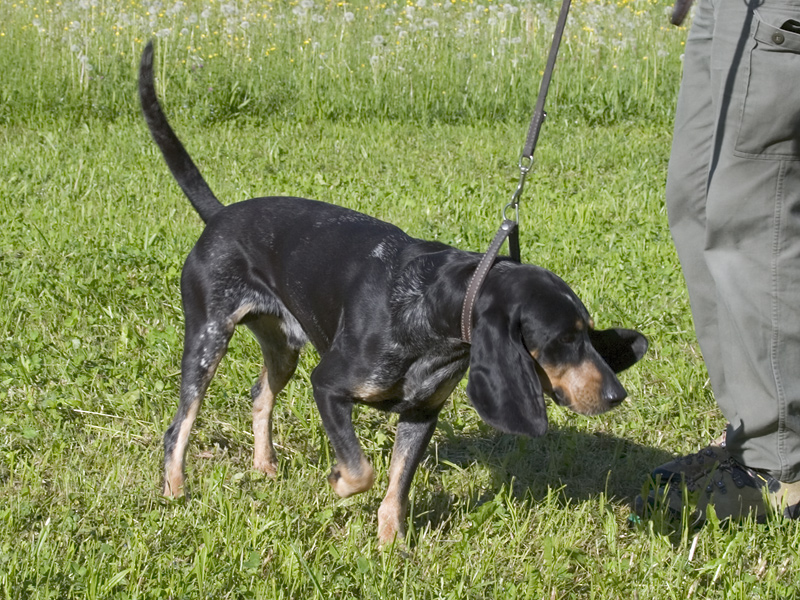
Luzernerstövare.

Luzernerstövare, även Luzerner Laufhund, är en variant av Schweiziska stövare som har sitt ursprung främst från stövare i kantonen Luzern i Schweiz.
Enligt rasstandarden skall en luzernerstövares päls ge ett "blått" intryck genom en blandning av svarta och vita pälshår, mycket kraftigt spräcklig, med svarta fläckar eller med svart sadel; blekare eller intensivare tanfärg över ögonen, på kinderna, på bröstet, runt anus och på extremiteterna; svart mantel är tillåten. Luzernerstövare skall ha svart hud under den svarta pälsen och ljusare under den blåspräckliga pälsen. Det anses som ett rasmässigt fel om en Luzernerstövare saknar "blå"-spräcklighet, eller tanfärg på öronens utsida.
Man se påfallande likheter mellan luzernerstövare och grand bleu de gascogne samt petit bleu de gascogne, vilket torde bero på att franska stövare blev införda till Schweiz, inte minst av legosoldater. Luzernerstövare utgjorde ursprunget till luzernervarianten av rasen schweiziska små stövare, som avlades fram med hjälp av tyska dachsbracke.
Luzernerstövare är en av de fem största stövarraserna i Sverige. 1967 infördes de första hundarna som kom att utgöra grunden för rasen i landet. De hade tidigare förekommit i enstaka exemplar men icke avsatt något spår i avelshänseende. 
Luzernerstövare är en av hundraser som har lite problem med HD. De fel som visats är C-höfter eller grad 1. Krav på avelshundar i Sverige är att de skall erhållit minst 2:a unghundsklass, öppenklass eller jaktklass på en officiell utställning. Genom efterforskningar har man kunnat konstatera att luzernerstövarna i Sverige och i Norge är i mycket hög grad släkt med varandra. Även de schweiziska stammarna finns till stor del i Sverige och Norge. Att hitta importer i dessa länder som tillför avelsbasen något är därmed mycket svårt. Inkorsning med jurastövare eller bernerstövare kan bli nödvändigt för att kunna bibehålla en tillräckligt bred avelsbas och för att hålla inavelsgraden på samma låga nivå som idag.

### Schwyzerstövare

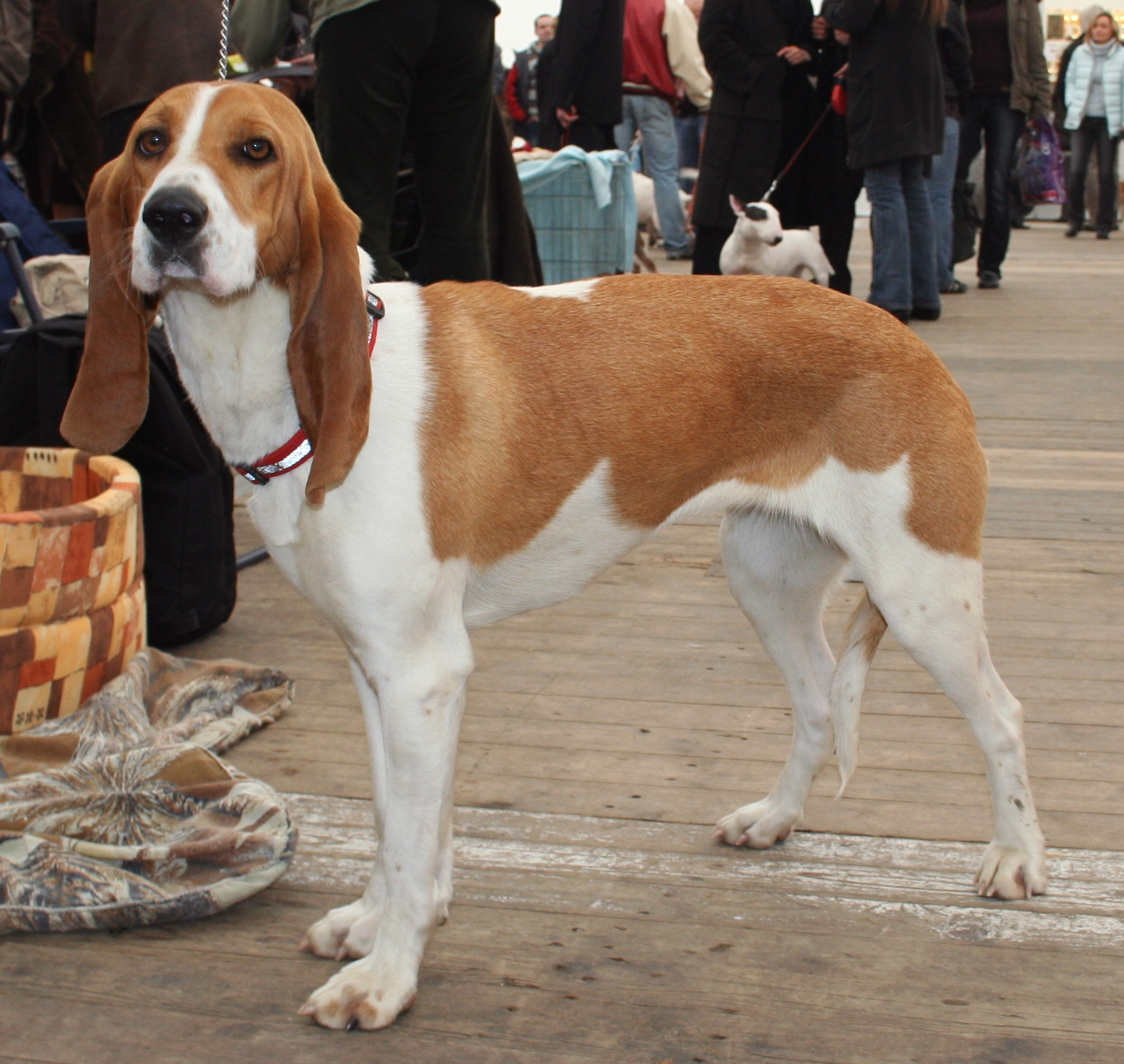
Schwyzerstövare

Schwyzerstövare, även Schwyzer Laufhund, är en variant av schweiziska stövare som har tillskrivits sitt ursprung främst från stövare i kantonen Schwyz, men stövare av denna typ fanns i stora delar av Schweiz, liksom även i Frankrike.
Enligt rasstandarden skall en schwyzerstövares päls vara vit med gulröda fläckar eller sadel, ofta med gulröda stänk, dock är gulröd mantel tillåten. Schwyzerstövare skall ha mörkgrå hud under den rödgula pälsen och marmorerad i svart och vitt under den vita pälsen. Det anses som ett rasmässigt fel om en schwyzerstövare har för mycket stänk eller är enfärgad. Liksom även om den uppvisar antydan till ängslighet eller aggressivitet.
Schwyzerstövare är närstående till blodhunden, liksom även till de franska raserna porcelaine och français blanc et orange.
Schwyzerstövare utgjorde ursprunget till schwyzervarianten av rasen schweiziska små stövare, som avlades fram med hjälp av tyska dachsbracke.
Schweizerstövare finns registrerade i Norge, Sverige, Finland, Nederländerna, Frankrike, Tjeckien och Schweiz. Schweizerstövare kom till Sverige runt 1850, men den första registrerades cirka 1920.

### Thurgauerstövare
Thurgauerstövare även Thurgauer Laufhund eller Ost-Schweizer Laufhund, var en variant av schweiziska stövare som skall ha varit väl utbredd i kantonerna Thurgau och Graubünden i Schweiz.
Denna variant av schweiziska stövare fanns med som en av fem varianter av Schweiziska stövare vars standarder fastställdes 1882. Emellertid gick inte thurgaustövaren att rädda, varför den inte togs med i den revidering av standarden för schweiziska stövare vilken gjordes 1909. Kronprins Gustav skall emellertid ha ägt en thurgauerstövare så sent som 1918. Thurgauerstövarna var kraftfulla och för det mesta rödbruna eller bruna.

### Strävhåriga schweiziska stövare
Strävhåriga schweiziska stövare, eller Rauhhaariger Schweizer Laufhund, är inte erkända som hundras, däremot kan bernervarianten av schweiziska små stövare vara strävhårig. Eftersom den inte är erkänd är uppgifterna om dess antal synnerligen osäkra, men det torde endast finnas ett mycket litet antal sådana hundar numera, om de alls finns kvar. De strävhåriga schweiziska stövarna skall till sitt allmänna intryck varit sådant att de eventuellt skulle ha kunnat ses som en variant av stövare av Form I enligt 1882 års standard.
Dessa skall vara främst vita och röda till färgen. men det skall även ha funnits enfärgade röd-bruna strävhåriga schweiziska stövare, inte olika griffon fauve de bretagne, liksom grå Schweiziska stövare vilka kanske liknande chien gris de Saint Louis. Det skall ha bedrivits seriösa försök att bedriva avel på dessa av främst A. R. Vonagut. De skall dock ha haft ett annat sätt att jaga, och uppträtt på ett annat sätt än andra schweiziska stövare, och detta skall ha varit anledningen inflytelserika personer på detta område, som kapten Laska i Tarvis, Kärnten, skall ha menat att dessa inte skulle ses som rena schweiziska stövare, vilken ansåg att de skulle ses mot bakgrund av de strävhåriga hundar som hänförs till Bosnien, och  med chien de Bresse. De strävhåriga schweiziska stövarna återfanns huvudsakligen vid gränsområdena mot Italien och Frankrike och detta kan ha varit en anledning till att de inte sågs som rena schweiziska stövare.

## Egenskaper
Schweiziska stövare är utpräglade jakthundar som behöver kunna tillfredsställa sin jaktlust, av den anledningen är de direkt olämpliga att användas enbart som sällskapshund. De anses vanligen som utpräglade harspecialister, men många är även utmärkta rävhundar. Schweiziska stövare anses ha goda förutsättningar att bli rådjursrena. De har i de flesta fall ett klangfullt drevskall och det är vanligt att de har dubbelskall. Schweiziska stövare har ett bra luktsinne och kan därför var utmärkta på upptag tack vare sitt goda arbete på spår, och de kan prestera ett bra arbete på tappter. För att en schweizisk stövare skall få högre utmärkelser på hundutställning måste den ha meriter från jaktprov för drivande hundar.